# Turn-Weltmeisterschaften 1979
Die 20. Turn-Weltmeisterschaften fanden vom 3.–9. Dezember 1979 in Fort Worth statt.

## Ergebnisse

### Männer

#### Mehrkampf
| Rang | Athlet              | Punkte  |
| ---- | ------------------- | ------- |
| 1.   | Alexander Ditjatin  | 118.250 |
| 2.   | Kurt Thomas         | 117.975 |
| 3.   | Alexander Tkatschow | 117.775 |
| …    |                     |         |
| 6.   | Roland Brückner     | 117.000 |

#### Mannschaft
| Rang | Team                            | Punkte  |
| ---- | ------------------------------- | ------- |
| 1.   | Sowjetunion                     | 587.500 |
| 2.   | Japan                           | 583.700 |
| 3.   | Vereinigte Staaten              | 581.150 |
| 4.   | Deutsche Demokratische Republik | 581.000 |
| …    |                                 |         |
| 7.   | BR Deutschland                  | 570.350 |
| 12.  | Schweiz                         | 561.950 |

#### Boden
| Rang | Athlet              | Punkte |
| ---- | ------------------- | ------ |
| 1.   | Roland Brückner     | 19.800 |
| 1.   | Kurt Thomas         | 19.800 |
| 3.   | Alexander Tkatschow | 19.775 |

#### Reck
| Rang | Athlet              | Punkte |
| ---- | ------------------- | ------ |
| 1.   | Kurt Thomas         | 19.775 |
| 2.   | Alexander Tkatschow | 19.750 |
| 3.   | Alexander Ditjatin  | 19.675 |
| …    |                     |        |
| 5.   | Michael Nikolay     | 19.500 |

#### Barren
| Rang | Athlet              | Punkte |
| ---- | ------------------- | ------ |
| 1.   | Bart Conner         | 19.725 |
| 2.   | Alexander Tkatschow | 19.700 |
| 2.   | Kurt Thomas         | 19.700 |
| …    |                     |        |
| 7.   | Roland Brückner     | 19.425 |
| 8.   | Michael Nikolay     | 19.325 |

#### Pauschenpferd
| Rang | Athlet          | Punkte |
| ---- | --------------- | ------ |
| 1.   | Zoltán Magyar   | 19.825 |
| 2.   | Kurt Thomas     | 19.725 |
| 3.   | Kōji Gushiken   | 19.600 |
| …    |                 |        |
| 8.   | Michael Nikolay | 18.675 |

#### Ringe
| Rang | Athlet              | Punkte |
| ---- | ------------------- | ------ |
| 1.   | Alexander Ditjatin  | 19.800 |
| 2.   | Dan Grecu           | 19.700 |
| 3.   | Alexander Tkatschow | 19.675 |
| …    |                     |        |
| 7.   | Lutz Mack           | 19.525 |

#### Sprung
| Rang | Athlet             | Punkte |
| ---- | ------------------ | ------ |
| 1.   | Alexander Ditjatin | 19.725 |
| 2.   | Nikolai Andrianow  | 19.700 |
| 3.   | Bart Conner        | 19.675 |
| 3.   | Ralph Bärthel      | 19.675 |
| 5.   | Roland Brückner    | 19.600 |

### Frauen

#### Mehrkampf
| Rang | Athletin        | Punkte |
| ---- | --------------- | ------ |
| 1.   | Nelli Kim       | 78.650 |
| 2.   | Maxi Gnauck     | 78.375 |
| 3.   | Melita Rühn     | 78.325 |
| …    |                 |        |
| 7.   | Steffi Kräker   | 77.400 |
| 9.   | Regina Grabolle | 77.275 |
| 27.  | Annette Michler |        |

#### Mannschaft
| Rang | Team                            | Turnerinnen | Punkte  |
| ---- | ------------------------------- | --- | ------- |
| 1.   | Rumänien                        | Nadia Comăneci Rodica Dunca Emilia Eberle Melitta Rühn Dumitrița Turner Marilena Vlădărău                      | 389.550 |
| 2.   | Sowjetunion                     | Marija Filatowa Nelli Kim Jelena Naimuschina Natalja Schaposchnikowa Natalija Tereschtschenko Stella Sacharowa | 388.925 |
| 3.   | Deutsche Demokratische Republik | Maxi Gnauck Regina Grabolle Silvia Hindorff Steffi Kräker Katharina Rensch Karola Sube                         | 388.075 |
| …    |                                 | |         |
| 13.  | BR Deutschland                  | | 369.350 |

#### Balken
| Rang | Athletin        | Punkte |
| ---- | --------------- | ------ |
| 1.   | Věra Černá      | 19.800 |
| 2.   | Nelli Kim       | 19.625 |
| 3.   | Regina Grabolle | 19.575 |
| …    |                 |        |
| 6.   | Maxi Gnauck     | 19.375 |

#### Boden
| Rang | Athletin      | Punkte |
| ---- | ------------- | ------ |
| 1.   | Emilia Eberle | 19.800 |
| 2.   | Nelli Kim     | 19.775 |
| 3.   | Melita Rühn   | 19.725 |
| 4.   | Maxi Gnauck   | 19.700 |

#### Stufenbarren
| Rang | Athletin      | Punkte |
| ---- | ------------- | ------ |
| 1.   | Ma Yanhong    | 19.825 |
| 1.   | Maxi Gnauck   | 19.825 |
| 3.   | Emilia Eberle | 19.750 |
| 4.   | Steffi Kräker | 19.700 |

#### Sprung
| Rang | Athletin         | Punkte |
| ---- | ---------------- | ------ |
| 1.   | Dumitrița Turner | 19.775 |
| 2.   | Stella Sacharowa | 19.700 |
| 3.   | Nelli Kim        | 19.675 |
| 3.   | Steffi Kräker    | 19.675 |
| …    |                  |        |
| 6.   | Maxi Gnauck      | 19.575 |

## Medaillenspiegel
| Rang | Land                            |   |   |   | total |
| ---- | ------------------------------- | - | - | - | ----- |
| 1    | Sowjetunion                     | 5 | 7 | 5 | 17    |
| 2    | Vereinigte Staaten              | 3 | 3 | 2 | 8     |
| 3    | Rumänien                        | 3 | 1 | 3 | 7     |
| 4    | Deutsche Demokratische Republik | 2 | 1 | 4 | 7     |
| 5    | Volksrepublik China             | 1 | - | - | 1     |
| 5    | Tschechoslowakei                | 1 | - | - | 1     |
| 5    | Ungarn                          | 1 | - | - | 1     |
| 8    | Japan                           | - | 1 | 1 | 2     |